# Museo Nacional de Irán
El Museo Nacional de Irán (en persa: موزه ملي ايران‎, lit. 'Mūze-ye Millī-ye Irān', o موزه ایران باستان‎, Mūze-ye Millī-ye Irān, 'Museo del Irán antiguo') es un museo arqueológico e histórico localizado en Teherán. Fue inaugurado en el año 1937. 
Se divide en el Museo del Antiguo Irán, dedicado a la colección preislámica, y en el Museo de Arqueología y Arte Islámico de Irán, que contiene objetos post-islámicos.
Las salas de exposición del primer edificio contienen objetos del paleolítico, neolítico, calcolítico, Edad del Bronce, Edad del Hierro, además de objetos de las culturas media, aqueménida, seléucida, parta, y sasánida. Entre ellos se encuentran recipientes de cerámica y metal, esculturas, elementos arquitectónicos, estelas funerarias, inscripciones, joyas y monedas.
La parte post-islámica del museo fue inaugurada en el año 1996 y consta de tres plantas. Contiene varias piezas de cerámica, tejidos, textos, ilustraciones, astrolabios y caligrafía en adobe de 1400 años de historia islámica de Irán. 
El museo consta de varios departamentos de investigación, como el Centro para la investigación del Paleolítico, Centro para la investigación de la Dinastía Aqueménida y el Centro para los estudios de cerámica.

## Historia
En el año 1900 se había establecido un acuerdo entre los gobiernos de Irán y de Francia que otorgaba a los arqueólogos franceses el privilegio de exclusividad para dirigir las excavaciones arqueológicas de todo Irán. Este acuerdo fue invalidado años más tarde: a los franceses solo se les permitió seguir excavando en Susa, y los iraníes se comprometían a crear un museo arqueológico y una biblioteca nacional que estarían dirigidos por un francés. Por este motivo fue designado el arqueólogo francés André Godart para participar en la creación del nuevo museo y dirigirlo. Así, en 1930 se aprobó una ley para la preservación de antigüedades y en 1935 se inició la construcción del museo, que se inauguró en 1937.
Por otra parte, la construcción de un segundo edificio, que estaría destinado a la colección islámica, se produjo entre 1944 y 1950, pero el diseño del interior del edificio, que debía estar basado en el arte y cultura islámicos, se inició en 1991 y su inauguración no se produjo hasta 1996.

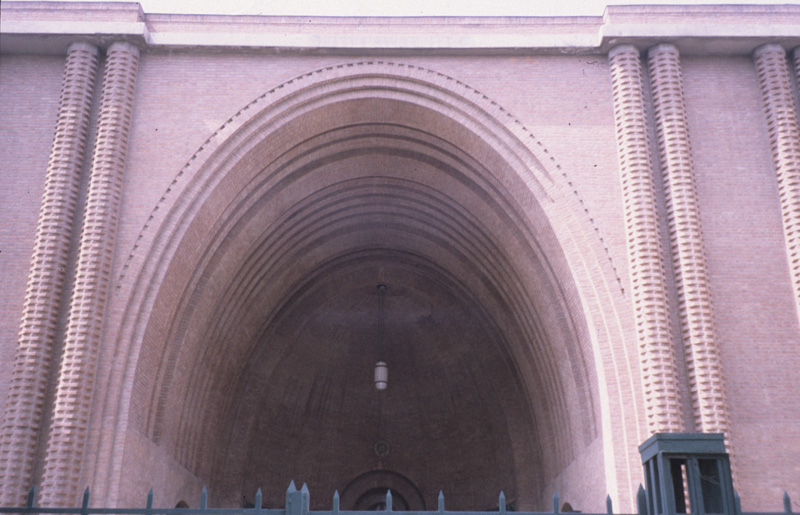
La entrada principal del primer edificio del museo está construida en el estilo de bóvedas sasánidas; en concreto, en el iwan de Ctesifonte.
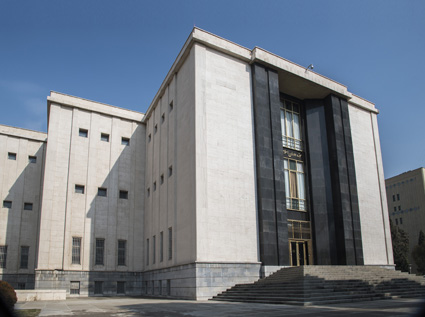
El segundo edificio del museo, que alberga las piezas post-islámicas.

## Colecciones

### Museo del Antiguo Irán
La sección que expone los objetos de mayor antigüedad incluye los de una cronología que abarca desde el Paleolítico hasta el final del IV milenio  a. C. Entre ellos están los de los yacimientos de Kashafrud, Darband y Ganj Par, que datan del Paleolítico Inferior. En la primera sala se muestran herramientas de piedra musterienses hechas por el hombre de Neanderthal. Existen además figuras con una antigüedad de 9000 años de humanos y animales de Teppe Sarab (en la provincia de Kermanshah), entre muchos otros objetos.
Otro sector del museo alberga piezas cuya cronología está incluida entre los inicios del uso de la escritura y el periodo sasánida. Entre ellas pueden destacarse el «vaso de Shahr-i Sokhta», donde se representa la que está considerada como la primera secuencia de animación de la historia; las copas de oro de Marlik; la estatua del buey de Choga Zanbil; una estatua de Darío I; la estatua de bronce de un príncipe parto hallada en Shami y uno de los denominados «hombres de sal».
|                                                     |
| Figurilla de jabalí del Neolítico hallada en Sarab. |

| |
| El «vaso de Shahr-i Sokhta», del III milenio a. C., donde se representa una cabra en las diferentes fases de un salto. |

|                                                                                 |
| Una de las copas de oro de Marlik, con una representación del árbol de la vida. |

|                                                                              |
| Buey del periodo elamita que custodiaba la puerta principal de Choga Zanbil. |

|                     |
| Estatua de Darío I. |

| |
| Cabeza de uno de los hombres de sal, enterrados en la mina de sal de Chehrabad, situada en la provincia de Zanyán. |

|                                                          |
| Estatua de un príncipe parto hallada en Shami, Juzestán. |

### Museo de Arte Islámico
El Museo de Arte Islámico expone obras cuya cronología empieza desde los comienzos del islam, y recorre los periodos selyúcida, iljánida, timúrida, safávida, afsárida, zand y qajar. Se exponen libros, tejidos, pinturas, vasijas y otros objetos artísticos y religiosos. Uno de los sectores más destacados es el denominado «salón del Corán».
|                                      |
| Vasija del periodo islámico temprano |

|                                     |
| Incensario de bronce, del siglo XII |

|                                                |
| Folio de un manuscrito del Corán del siglo XIV |

|                          |
| Pintura de arte safávida |